# Kläppviken, Gotland
Kläppviken är en sjö i Gotlands kommun i Gotland och ingår i Gothemån-Snoderåns kustområde.